# Louis de Bernières
Louis de Bernières (Londra, 8 dicembre 1954) è uno scrittore britannico.

## Biografia
Discendente, da parte di padre, di ugonotti francesi stabilitisi nel Regno Unito intorno al XVI secolo, Louis de Bernières nasce a Londra l'8 dicembre del 1954. Dopo aver trascorso parte dell'infanzia in giro per il Surrey (la contea dov'è sita la stessa capitale britannica), si trasferisce nel Berkshire, più precisamente nella cittadina di Bradfield, per frequentare il college. Compiuti i diciotto anni, si arruola volontario nell'esercito, che lascia dopo pochi mesi trascorsi presso la Reale accademia militare di Sandhurst. Decide quindi di riprendere gli studi a Manchester, presso la Victoria University, per poi ritornare a Londra ed ultimare la propria preparazione presso la University of London.
Terminati gli studi, prima di dedicarsi a tempo pieno alla Letteratura, lavora come meccanico, postino e persino come docente d'inglese in Colombia; la Letteratura sudamericana lo influenza notevolmente, in particolare le opere dello scrittore colombiano Gabriel García Márquez, uno dei pilastri del Realismo magico. Ritorna poi nel Regno Unito per esercitare la professione di scrittore a tempo pieno; per questo si trasferisce a Bungay, nel Suffolk.

## Opera
Raggiunge la fama come scrittore negli anni novanta, quando scrive e pubblica The War of Don Emmanuel's Nether Parts (1990), cui seguono Señor Vivo and the Coca Lord (1991) e The Troublesome Offspring of Cardinal Guzman (1992): si tratta di una trilogia basata sulla sua esperienza in Colombia, nella quale notevole è l'influenza di García Márquez - Premio Nobel nel 1982; tali sono le somiglianze tra i due autori che lo stesso Louis arriva a definirsi un Márquez parasite (parassita di Márquez). Si afferma così nel genere del Realismo magico, del quale diviene in pochi anni uno dei maggiori esponenti, alla pari dei mostri sacri Franz Kafka e Kōbō Abe, per citarne due. Viene poi selezionato tra i 20 Best of Young British Novelists (20 Migliori Giovani Scrittori Britannici) dalla rivista Granta, che contribuisce significativamente a lanciarlo tra i grandi della Letteratura postmoderna.
Ottiene un successo strepitoso per il quarto romanzo Captain Corelli's Mandolin (Il Mandolino del Capitano Corelli, precedentemente Una vita in debito), che nel 2001 John Madden porta sullo schermo, proponendo il Premio Oscar Nicolas Cage nel ruolo del Capitano e Penélope Cruz come Pelagia. A questo romanzo in particolare è legato il suo nome, che diviene improvvisamente prestigiosissimo: riesce quasi a far dimenticare la "polemica Márquez". La storia, ambientata in Cefalonia - Grecia - durante l'occupazione italo-tedesca, narra del Capitano Corelli, appartenente ovviamente all'esercito invasore, e di Pelagia, la figlia dello stimato Dottor Iannis, che non vede troppo bene i Fascisti invasori e il Totalitarismo in generale; tra i due nasce una storia d'amore che sfocia nella tragedia nel finale, quando il Capitano e tutti i suoi sottoposti vengono sterminati dai Nazisti nell'Eccidio di Cefalonia (8 settembre 1943). Per il Corelli's Mandolin vince il Commonwealth Writers' Prize nel 1995; in precedenza, nel 1994, lo si era proposto per il Sunday Express Book of the Year.
Nel frattempo pubblica diverse raccolte di racconti e prepara nuovi romanzi, come Red Dog (2002), ispirato ad un suo viaggio in Australia e Birds Without Wings (L'impossibile volo), ambientato nella Turchia post-ottomana di Atatürk. L'ultimo, A Partisan's Daughter (2008), racconta la storia d'amore tra una donna iugoslava e un soldato britannico al tempo di Tito.